# Autokton
Autokton (av grekiskans autos, "själv", "egen" och chthon, "jord"), en term för det eller dem som härstammar från ett specifikt område. Termen används bland annat inom geologi, lingvistik, biologi och zoologi. Man brukar exempelvis beteckna ett lands ursprungsbefolkning som autoktona. En autokton bergart ligger orubbad där den en gång avsattes medan en allokton bergart har transporterats från den plats var den bildades.